# José Bernabé Gutiérrez
José Bernabé Gutiérrez Parra (Caicara del Orinoco, estado Bolívar, Venezuela; 21 de diciembre de 1952) es un político venezolano, fue secretario de organización nacional del partido Acción Democrática hasta junio de 2020, cuando fue expulsado después de que el Tribunal Supremo de Justicia (TSJ) suspendiera a la junta directiva del partido para designarlo como presidente ad hoc de la organización política.Se le acusa de múltiples delitos en el estado Amazonas, y participar en el fraude electoral del 2024.[cita requerida]

## Biografía
En 1994 fue electo senador del Congreso de la República por el estado Amazonas.[cita requerida]
En las elecciones de 2000 había sido proclamado gobernador electo del estado Amazonas para el período 2000-2004, pero tras la impugnación de las elecciones que habían sido bastante ajustadas, el Tribunal Supremo de Justicia decidió repetir las elecciones en las mesas que se consideraban en duda, lo que condujo a que el resultado final se inclinara en favor del político entonces oficialista Liborio Guarulla.[cita requerida]
El 15 de junio de 2020, el Tribunal Supremo de Justicia (TSJ) suspendió ilegalmente a la junta directiva del partido para designar una mesa directiva ad hoc presidida por Gutiérrez, días después de que su hermano José Luis Gutiérrez fuera designado por el TSJ como rector del Consejo Nacional Electoral. Bernabé fue expulsado del partido al día siguiente.
En noviembre de 2024 Gutiérrez retiró a dos diputados de la Asamblea Nacional por apoyar a Edmundo González, que pertenecían a Acción Democrática, Gutiérrez jefe de la bancada, fue quien decidió reemplazarlos, se trata de los diputados Carmen Alicia Calderón y Ezequiel Pérez Roa electos en 2020. Para seguir irrespetando las leyes nombró sustituto de Pérez, quien es diputado por el estado Táchira, al diputado suplente Carlos Granadillo del estado Carabobo.

## Vida personal
Su hija, Guarequena Gutiérrez, fue la embajadora de Venezuela en Chile designada por Juan Guaidó.